# Pasión y poder (2015)
Pasión y poder é uma novela mexicana produzida por José Alberto Castro para Televisa e exibida pelo Las Estrellas entre 5 de outubro de 2015 a 10 de abril de 2016 em 137 capítulos, sucedendo Lo imperdonable e antecedendo El hotel de los secretos.
É um remake da telenovela mexicana de mesmo nome, produzida em 1988.
É protagonizada por Susana González e Jorge Salinas; co-protagonizada por Michelle Renaud e José Pablo Minor e antagonizada por Fernando Colunga, Marlene Favela, Alejandro Nones, Danilo Carrera, Irina Baeva e Victoria Camacho. Conta com atuações estelares de Altaír Jarabo, Fabiola Guajardo, Marco Méndez e Jauma Mateu.

## Sinopse
Eládio Gómez Luna (Fernando Colunga) e Arturo Montenegro (Jorge Salinas) são dois bem-sucedidos empresários rivais há anos pelos negócios e pelo amor de Julia (Susana González). Eládio aparentemente tem tudo: sucesso, dinheiro, poder e sempre amou Julia, sua esposa, mas ela não lhe corresponde. Julia se casou com ele pouco depois de saber que seu prometido, Arturo, tinha engravidado outra mulher. Julia achou que chegaria a amar Eládio, mas ele a quer de um modo doentio e não soube ganhar seu carinho: desde a lua de mel a maltratou e a estuprou. Pouco depois nasceu David (José Pablo Minor). Eládio nunca se deu bem com seu filho, mas dá toda a sua confiança a seu afilhado Franco (Danilo Carrera) e faz dele uma cópia fiel de seu ódio, ambição e despotismo. O ciúme doentio de Eládio cresce quando se dá conta que Julia e Arturo se reencontram. A partir desse momento se torna mais cruel e impiedoso contra Arturo e toda a sua família. Arturo Montenegro, herdeiro do Grupo Montenegro, se consolida como um bem-sucedido empresário: é pai de quatro filhos e esposo de Nina (Marlene Favela), uma mulher deslumbrante por sua beleza e sensualidade. Por outro lado, o erro que cometeu com Julia há 25 anos segue atormentando ele e secretamente não se recuperou de perder o amor de sua vida por infidelidade. Um dia se reencontra com ela e entende que apesar do tempo nunca deixou de amá-la. Arturo começa a se dar conta do que tem sido seu casamento com Nina, uma mulher manipuladora, ambiciosa e frívola. Por outro lado, também tentará se redimir como pai e corrigir seus filhos Erick (Alejandro Nones) e Daniela, além de salvar a relação distante com seu filho Miguel (Jauma Mateu), a quem sempre viu como uma lembrança de seu erro. Será sua filha Regina (Michelle Renaud) quem o porá à prova e o ensinará a perdoar e abandonar a guerra contra Eladio.Tanto Erick como Eládio, sem saber, são amantes da mesma mulher: Montserrat (Victoria Camacho), o que gerará mais conflitos entre as famílias. Consuelo (Altair Jarabo) é a esposa de Erick. Ela veio de um orfanato e tem uma origem desconhecida e sombria que mais cedo ou mais tarde virá à tona. David, o filho de Eládio e Julia, viaja a Querétaro, onde ganhou um concurso como engenheiro para uma importante remodelação. Ali descobre que quem ganhou como arquiteta é Regina Montenegro. Ambos sabem do ódio entre seus pais e a princípio se detestam, mas, mesmo contra sua vontade, acabam se apaixonando. Isso complicará ainda mais os conflitos entre as duas famílias e desatará uma luta de poderes onde o dinheiro, a paixão e o amor são fatores que movem a todos os personagens. Em meio a tudo isso estão em jogo dois grupos econômicos muito poderosos com construtoras, imobiliárias e hotéis, entre outros negócios.

## Elenco
| Ator             | Personagem                                        |
| ---------------- | ------------------------------------------------- |
| Susana González  | Julia Vallado Mejía de Gómez-Luna                 |
| Jorge Salinas    | Arturo Montenegro Rivas                           |
| Fernando Colunga | Eladio Gómez-Luna Altamirano                      |
| Marlene Favela   | Ernestina "Nina" Pérez de Montenegro              |
| Michelle Renaud  | Regina Montenegro Pérez                           |
| Altaír Jarabo    | Consuelo Martínez de Montenegro                   |
| José Pablo Minor | David Gómez-Luna Vallado                          |
| Alejandro Nones  | Erick Montenegro Pérez                            |
| Danilo Carrera   | Franco Herrera Fuentes/ Franco Gómez-Luna Fuentes |
| Fabiola Guajardo | Gabriela Díaz Vallado                             |
| Marco Méndez     | Agustín Ornelas                                   |
| Jauma Mateu      | Miguel Montenegro Forero                          |
| Irina Baeva      | Daniela Montenegro Pérez                          |
| Enrique Montaño  | Justino                                           |
| Issabela Camil   | Caridad Fuentes vda. de Herrera                   |
| Gerardo Albarrán | El Callao                                         |
| Raquel Garza     | Petra / Samantha                                  |
| Luis Bayardo     | Humberto Vallado                                  |
| Raquel Olmedo    | Gisela Fuentes de Herrera                         |
| Boris Duflos     | Francisco                                         |
| Alejandro Aragón | Aldo                                              |
| Érika García     | Maribel                                           |
| Mario Morán      | Jorge Perez                                       |
| Daniela Friedman | Marintia Hernandez                                |
| Gema Garoa       | Clara Álvarez                                     |
| Victoria Camacho | Montserrat Moret                                  |
| Fabián Pizzorno  | Peter Ashmore                                     |
| Óscar Medellín   | Joshua Solares                                    |
| Pilar Escalante  | Ángeles                                           |
| Jorge Bolaños    | Santos                                            |
| Maribe Lancioni  | Fanny Pérez                                       |

## Audiência
A trama estreou com 21.4 pontos, mesmo índice da estreia da sua antecessora. Porém, com o passar dos dias os números foram caindo.

## PremioTvyNovelas 2016
| Categoria                | Indicados           | Resultados |
| ------------------------ | ------------------- | ---------- |
| Melhor Telenovela        | José Alberto Castro | Venceu     |
| Melhor Ator Protagonista | Jorge Salinas       | Indicado   |
| Melhor Ator Antagonista  | Fernando Colunga    | Venceu     |
| Melhor Primeiro Ator     | Luis Bayardo        | Indicado   |
| Melhor Ator Coestelar    | José Pablo Minor    | Venceu     |
| Melhor Atriz de Reparto  | Fabiola Guajardo    | Venceu     |
| Melhor Atriz Revelação   | Irina Baeva         | Indicado   |
| Melhor Ator Revelação    | Danilo Carrera      | Indicado   |
| Melhor Reparto           | José Alberto Castro | Venceu     |